# Euxoa taura
Euxoa taura är en fjärilsart som beskrevs av Smith 1905. Euxoa taura ingår i släktet Euxoa och familjen nattflyn. Inga underarter finns listade i Catalogue of Life.